# ホテルまほろば
ホテルまほろば（Hotel Mahoroba）は、北海道登別市の登別温泉にある旅館。

## 概要
北海道道350号倶多楽湖公園線沿いに立地している。大浴場は登別温泉最大級となる大小合わせて31の浴槽があり、4種類の泉質（酸性鉄泉・単純硫黄泉（硫黄泉）・食塩泉（塩化物泉）・硫黄泉）を楽しむことができる。観光経済新聞社主催の『人気温泉旅館250選』による5つ星の宿に認定され、BIGLOBE主催の『みんなで選ぶ温泉大賞』に番付されるなど、北海道内で人気のある宿泊施設の1つになっている。
さっぽろテレビ塔横と新千歳空港から送迎バスを運行している（完全予約制）。

## 施設
- 客室
  - 源泉露天風呂付スイートルーム「槐」（えんじゅ）（64m²、定員4名）
  - 源泉露天風呂付スイートルーム「櫟」（くぬぎ）（64m²、定員4名）
  - 展望風呂付客室（64m²、定員4名）
  - 和室（24～34m²、定員2～5名）
  - 洋室（24m²、定員2名）
  - 和洋室（48m²、定員4名）
    - コネクティングルーム（68m²、定員6名）
- 大浴場・リラクゼーション
  - 露天風呂含め全31種・男女入替、天然温泉（一部加水・加温）
  - エステルーム
- レストラン・宴会場
  - リバティ
  - グリーンテラス
  - 個室お食事処「遊宴」
  - 夜食コーナー「はまじ」
  - 宴会場（大小全15室）
- その他
  - ティーラウンジ
  - 売店
  - ゲームコーナー
  - ナイトラウンジ
  - カラオケボックス
  - ミーティングルーム
  - 多目的イベントホール

## アクセス
- 登別駅からバスで約15分
- 室蘭から車で約60分
- 洞爺湖から道央自動車道（道央道）利用で約60分
- 新千歳空港から道央道利用で約70分
- 札幌（札幌南IC）から道央道利用で約90分
- 函館から道央道利用で約180分
- 旭川から道央道利用で約180分

## 参考資料
- “ホテルまほろば” (PDF).  トーホウリゾート. 2016年3月1日閲覧。